# Hemetre
Hemetre (Hemetra) là một phụ nữ hoàng gia Ai Cập cổ đại sống vào triều đại thứ tư. Hemetre có thể là con gái hoặc cháu gái của Khafre. Bà không giữ chức vị vợ của vua và thậm chí có thể kết hôn với một người không phải hoàng gia. Bà chủ yếu được biết đến từ ngôi mộ của mình, nằm trong cánh đồng trung tâm của Giza. Tên của bà tôn vinh thần Ra.

## Tiêu đề
Hemetre là con gái của nhà vua và là con gái của một trong những vị vua của triều đại thứ tư của Ai Cập. Hemetre cũng là một nữ tu sĩ của nữ thần Hathor. Một dòng chữ đề cập rằng bà ấy là "một người được tôn vinh bởi vị thần vĩ đại" và "bà ấy làm những gì cha bà ấy thích mỗi ngày".

## gia đình
Vị trí ngôi mộ của bà (Cánh đồng trung tâm ở Giza) cho thấy bà có thể là con gái của Khafre. Tên của ông được chứng thực trong ngôi mộ của bà. Hassan cho rằng bà có thể là con gái hoặc cháu gái của Khafre, nhưng có thể đã kết hôn với một thường dân. Hemetre không bao giờ được gọi là vợ của nhà vua trong ngôi mộ của mình.
Một số đứa trẻ của Hemetre được miêu tả trong ngôi mộ của bà. Bao gồm có các con trai của bà là Shepkeska (u), Akhetre và Shepkesre (-sheri), và các cô con gái của bà Hetepheres, Khentkaus và Meresankh. Hemetre được miêu tả với các con trai và con gái của bà trên một trong những cây cột trong nhà nguyện. Hemetre đối mặt với hai con trai của mình là Akh (et) re và Shepkesre-sheri trong một lần cầu chứng, trong khi hai cô con gái Hetepheres và Meresankh được miêu tả bên dưới anh em của họ. Con gái của bà Khentkaues được hiển thị phía sau mẹ bà. Cả năm đứa trẻ đều xuất hiện như người lớn trong cảnh này.

## Mộ

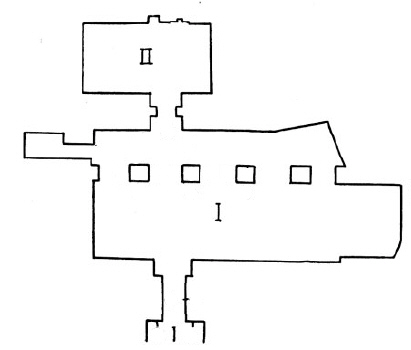
Ngôi mộ của Hemetre

Ngôi mộ của Hemetre (G 8464) nằm ở Cánh đồng Trung tâm, một phần của Thành phố Giza. Lối vào của ngôi mộ dẫn đến một hội trường. Hội trường bao gồm một phòng chôn cất lớn cũng như hai trục nhỏ hơn. Bên ngoài nhà nguyện là một nhà nguyện nhỏ khác, một lần nữa bao gồm một trục chôn cất. Cảnh trong lăng mộ bao gồm những người mang theo đại diện cho các lễ vật từ hoàng gia. Tất cả đều liên quan đến Khafre.
Trong lối đi của ngôi mộ, phần trên của một cánh cửa giả thuộc về hoàng gia Nebsen đã được tìm thấy. Một trong những người mang lễ vật được thể hiện trong ngôi mộ có tên là Senebuka. Ngôi mộ chính thức này đã được chôn cất gần đó.